# Griva (Kilkis)

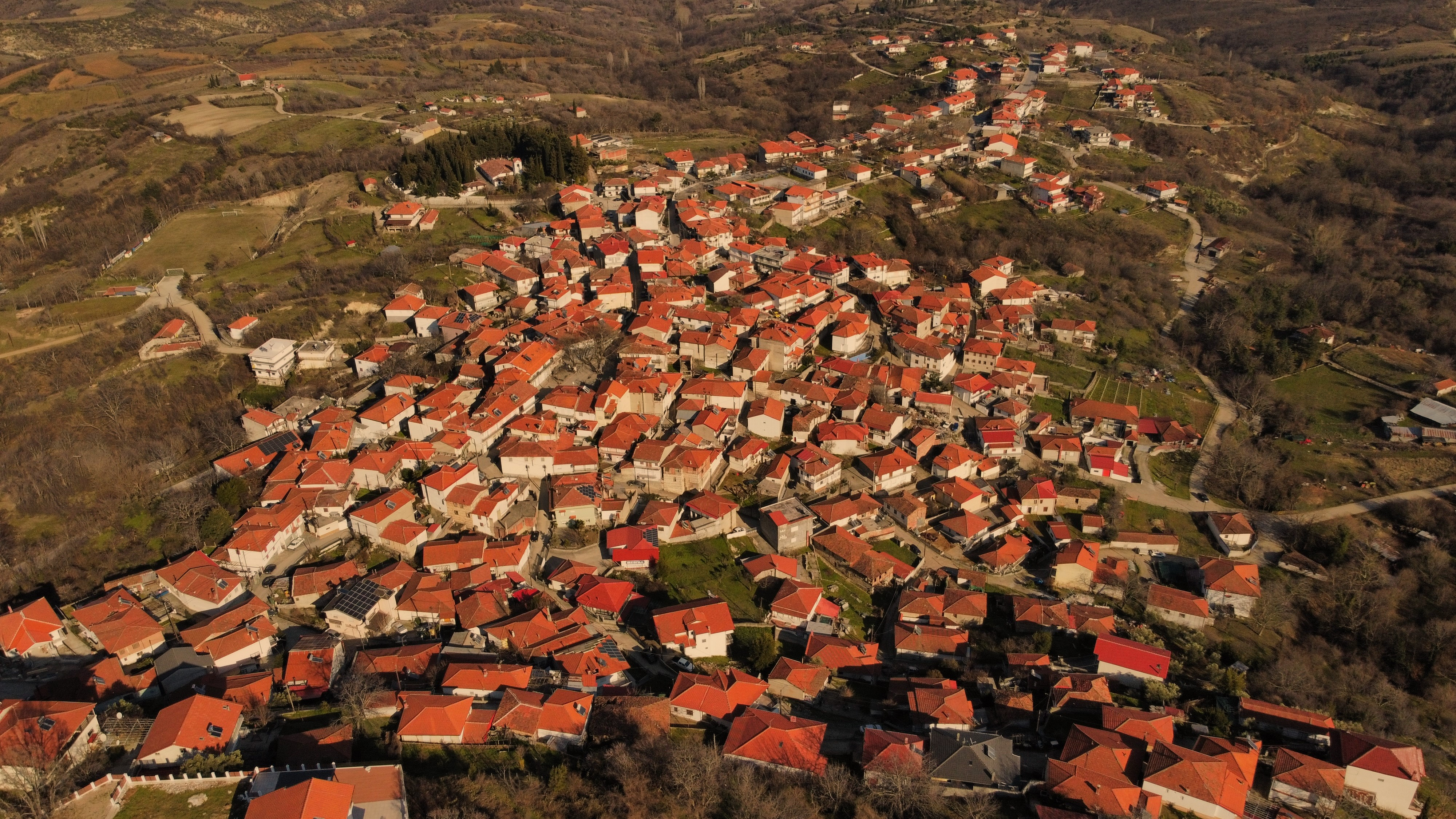
Griva (2023)

Griva (griechisch Γρίβα (f. sg.)) ist ein kleines Dorf in der griechischen Region Zentralmakedonien. Das Dorf befindet sich auf dem südöstlichen Teil des Paiko-Massivs auf 470 Metern ü. d. M. und gehört zum Gemeindebezirk Goumenissa der Gemeinde Peonia.
Griva ist mit 770 Einwohnern das größte Dorf im Bezirk Goumenissa. Die dominierende Religion des Dorfes ist Griechisch-orthodox, und das Dorf gehört der Diözese von Goumenissa, Axioupoli und Polykastro an. (griech: Ιερά Μητρόπολη Γουμένισσας, Αξιουπόλεως και Πολυκάστρου).
Auf Grund der kompletten Zerstörung des Dorfes 1912 während des ersten Balkankrieges durch die Osmanen gibt es keine bestehenden Strukturen mehr, die von früheren Zeiten zeugen.
Die Architektur des Dorfes ist die grundlegende Standardarchitektur für fast alle Dörfer der Region, mit schmalen Straßen, kleine Gassen zwischen den Gebäuden und den Häuschen, die sich tadellos in das natürliche Umgebung des Bergabhanges einfügen.

## Name
Es gibt verschiedene Versionen zum Ursprung des Namens Griva. Die beiden zuverlässigsten sind:
1. Von Kriva (gr. Κρίβα), welches ‚schräg‘ bedeutet. Dies bezieht sich auf die schief erbauten Häuser auf der Bergseite des Paikon.
2. Von Krivanos (gr. Κρίβανος), welches ‚Brot-Bäckerei‘ bedeutet. Dies ist ein Hinweis auf die Bäckereien im Dorf, die Brot für die Soldaten der Osmanen in der Region produzierten.

## Lage
Griva gehört zum Stadtbezirk Goumenissa und befindet sich 72 Kilometer nordwestlich von Thessaloniki, 542 Kilometer nördlich von Athen und 23 Kilometer nördlich von Pella, der Hauptstadt des antiken Königreiches von Makedonien.

## Sehenswürdigkeiten
- Zentraler Dorfplatz mit jahrhundertealten Platanen
- Traditionelle Kirche des St. Athanasios
- Folklore-Museum von Griva
- Traditionelle Häuser des frühen 20. Jahrhunderts

## Schulen
Griva verfügt über eine Primar- und eine Volksschule.

## Kultur
- Volkstanzgruppe, welche seit 1983 besteht (gr. Politistikos Syllogos Grivas Πολιτιστικός Σύλλογος Γρίβας).
- Kultur-Verein der Frauen (gr. Syllogos Gynekas Grivas Σύλλογος Γυναικών Γρίβας)
- Griva war Schauplatz des Filmes Die Fabrik von Tasos Psaras (gr. To Ergostasio Το Εργοστάσιο) von 1981.

## Sportvereine
- Fußballverein Makedonikos Grivas, gegründet 1978

## Religiöses
- Byzantinische Kirche des hl. Athanasius, Patriarch von Alexandria (379)
- Kloster der hl. Raphael, Nikolaus und Irene bei Griva (gegründet 1992)